# Elizabeth Ann Macgregor

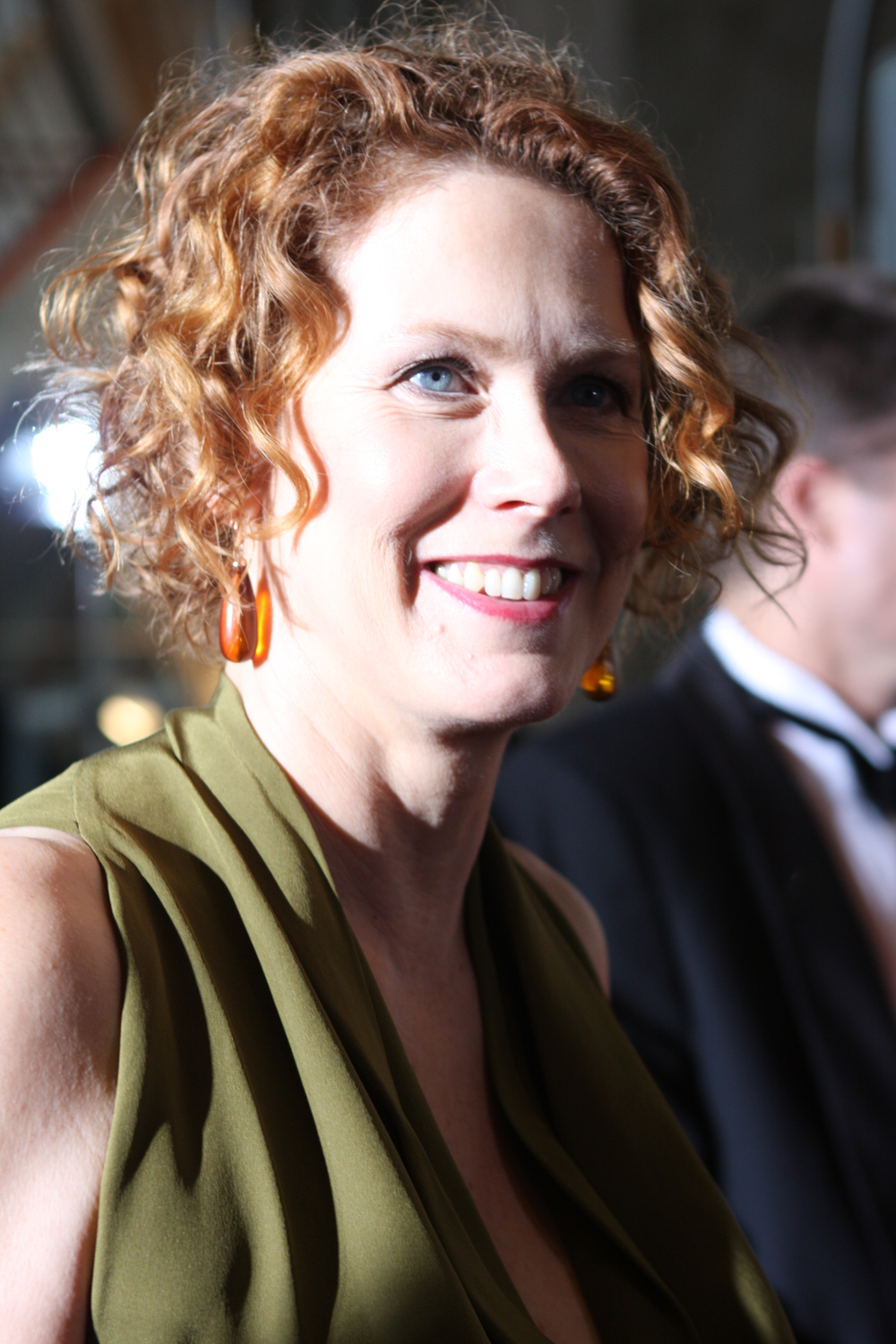
Elizabeth Ann Macgregor, Januar 2012

Elizabeth Ann Macgregor OBE, AM (* 1958 in Dundee, Schottland) ist eine schottische Kunsthistorikerin, Kuratorin und Direktorin des Museum of Contemporary Art Sydney.

## Leben und Werk
Elizabeth Ann Macgregor studierte Kunstgeschichte an der University of Edinburgh und arbeitete dann als Kuratorin und Fahrerin bei der „Scottish Arts Council’s travelling gallery“. Nach einer vierjährigen Tätigkeit beim Arts Council of Great Britain war sie von 1989 bis 1999 Direktorin der Ikon Gallery in Birmingham. Dort arbeitete sie bei einem Programm für Künstler unterschiedlicher kultureller Herkunft mit; zu diesen Künstlern zählen Zarina Bhimji, Lucia Nogueira, Adrian Piper, Martha Rosler, Yinka Shonibare und Nancy Spero. 1999 nahm Macgregor in Sydney den Direktorenposten des Museum of Contemporary Art Sydney an.
Sie wirkt regelmäßig bei Konferenzen, Seminaren und Radio- und Fernsehprogrammen mit. Elizabeth Ann Macgregor ist im Leitungsgremium von Fauna & Flora International Australia, dem Council of Australian Art Museum Directors und International Committee for Museums and Collections of Modern Art (CIMAM). Sie war Mitglied der Findungskommission für die dOCUMENTA (13).

## Auszeichnungen
- 2003: Centenary Medal[3]
- 2007: The Significant Innovation category in the Equity Trustees Not for Profit CEO awards
- 2008: Veuve Clicquot Business Woman of the Year[4]
- 2008: Australia Business Arts Foundation
- 2008: Dame Elisabeth Murdoch Arts Business Leadership Award[5]
- 2011: Officer des Order of the British Empire[6]
- 2011: Australia Council Visual Arts Medal[7]
- 2022: Member des Order of Australia[8]